# Mudéjar

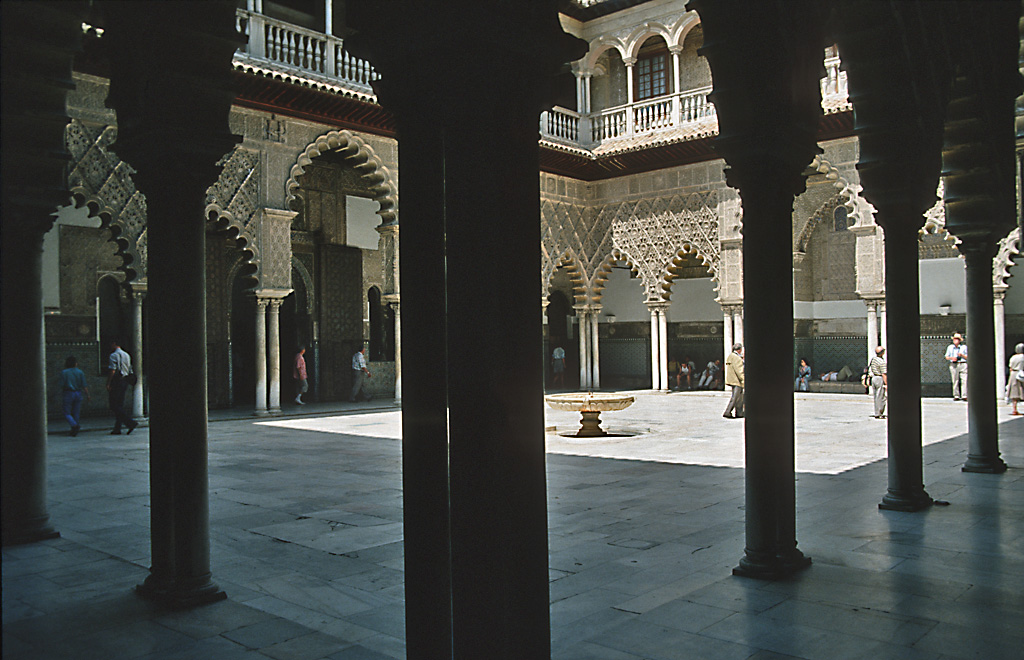
Alcázar, Sevilla

Mudéjar, pluralis mudéjares, en spansk förvrängning av det arabiska ordet مدجن, Mudajjan, 'tämjd'. Termen avsåg under medeltiden i första hand de spanska muslimer som under reconquistan accepterat icke-muslimsk överhöghet i de territorier som tagits över av de kristna. Huvuddelen bodde i södra delen av Aragonien och i angränsande del av Kastilien. Termen användes även för muslimer på territorier utanför Spanien.
Sedan de kristna kungadömena erövrat hela den iberiska halvön levde många spanska muslimer kvar i de områden som tagits över av de kristna. De har lämnat betydande spår i spansk arkitektur, musik, konst och hantverk.
Efter Granadas fall 1492 behöll mudéjares sin livsstil under en tid. I mitten av 1500-talet tvingades de dock att officiellt avsäga sig sin tro, och innan de slutligen fördrevs 1610 kallades de moriscos, se morer.